# Brigitte Rau
Brigitte Susanne Rau (* 31. Dezember 1933 in Berlin; † 24. September 1979 in Hampstead, London; verheiratete Brigitte Möller) war eine deutsche Schauspielerin.

## Leben
Brigitte Rau wurde 1933 als Tochter von Otto Kurt Rau und Martha Adele Örtel geboren. Sie trat als Schauspielerin auf der Bühne in Erscheinung, vornehmlich wurde sie jedoch durch Kino- und Fernsehfilme bekannt. Häufig spielte Rau in Komödien und Musikfilmen mit. Ihre erste Filmrolle hatte sie 1952 in dem Familienfilm Der Kampf der Tertia. 1954 heiratete sie ihren Berufskollegen Gunnar Möller, mit dem sie im selben Jahr in dem Musikfilm Liebe und Trompetenblasen zu sehen war. Ihre Schauspielerkarriere setzte sie nach der Heirat unter ihrem Geburtsnamen fort. Aus der Ehe mit Gunnar Möller gingen drei Kinder hervor.
Unter der Regie von Peter Beauvais spielte sie 1958 in Ist Mama nicht fabelhaft? Sie agierte auch an der Seite ihres Ehemannes, so in Familie Werner auf Reisen, einer Fernsehserie. Hier gab sie die Brigitte Werner, Frau des Studienrats Hans Werner, den ihr Mann verkörperte. In der Fernsehserie Die Gäste des Felix Hechinger (Regie: Rolf von Sydow) spielte Brigitte Rau im Serienteil Ehe in Gefahr die Rolle der Monika Lenz, ihr Mann gab deren Ehemann Peter Lenz.
In den 70er Jahren traten Gunnar Möller und Brigitte Rau vorwiegend gemeinsam in Theaterproduktionen auf, u. a. auch an der damaligen Landesbühne Hannover. 1977 waren beide in Heinz Coubiers Komödie Aimée unter der Regie von Helmut Käutner auf der Bühne zu sehen.

## Todesumstände
1979 erschlug Möller in London seine Frau im Affekt infolge eines Streites um ihren Scheidungswunsch. Zu dieser Zeit galt die Ehe des Paares durch Seitensprünge, Alkohol und Streitigkeiten bereits als zerrüttet. Die Familie hatte zuvor mehrfach die Wohnorte gewechselt, bevor sie sich im Londoner Künstlerviertel Hampstead niedergelassen hatte.
Nach der Tat stellte sich Möller der Polizei. Sein Fall wurde in London vor Gericht verhandelt, und der Schauspieler wurde zu fünf Jahren Haft verurteilt, von denen er zwei Jahre verbüßte.

## Filmografie (Auswahl)
- 1952: Der Kampf der Tertia, Kinderfilm
- 1953: Johannes Kreisler, des Kapellmeisters musikalische Leiden, Musik-Fernsehfilm
- 1953: Mit siebzehn beginnt das Leben, Kinofilm
- 1953: Christina, Filmdrama
- 1954: Geld aus der Luft, Musikfilm
- 1954: Liebe und Trompetenblasen, Musikfilm,
- 1954: Ein Leben für Do, Drama
- 1954: Ännchen von Tharau, Musikfilm
- 1955: Ball im Savoy, Musical-Verfilmung
- 1956/57: Vater macht Karriere, Komödie, Deutschland/Österreich
- 1957: Daphnis und Cloe, Fernsehfilm
- 1957: Der Geisterzug, Fernsehfilm
- 1957: Bei Tag und bei Nacht oder Der Hund des Gärtners, Fernsehfilm
- 1958: Ist Mama nicht fabelhaft?
- 1960: Ein Weihnachtslied in Prosa oder Eine Geistergeschichte zum Christfest, Literaturverfilmung
- 1960: Die Botschafterin
- 1960: Oh, diese Bayern!
- 1964: Die Gäste des Felix Hechinger, Fernsehserie
- 1965: Weekend im Paradies, Fernsehfilm
- 1966: Der neue Mann
- 1966: Der Floh im Ohr, Fernsehfilm
- 1971: Familie Werner auf Reisen, Fernsehserie
- 1973: Tod und Teufel, Literaturverfilmung, Großbritannien[5]
- 1973: Elefantenjunge (Elephant Boy), Fernsehserie, Australien/Großbritannien